# Лондонский протокол (1877)
Лондонский протокол 1877 года подписан великими державами, пытавшимися мирно урегулировать застарелый Восточный вопрос и проблемы в Османской империи в 1875—1876 годах. Подписан 19 (31) марта 1877 год в Лондоне представителями великих держав — Великобритании, Австро-Венгрии, Германии, России и Франции.
После провала Константинопольской конференции русское правительство решило предпринять ещё одну попытку к мирному урегулированию сложившейся ситуации. В феврале 1877 года между русским послом в Лондоне графом Петром Шуваловым и британским министром иностранных дел 15-м графом Дерби начались переговоры, которые закончились составлением протокола, рекомендовавшего Порте принять реформы, урезанные даже по сравнению с последними (сокращёнными) предложениями Константинопольской конференции. С целью поддержки протокола в объезд европейских столиц был отправлен Н. П. Игнатьев.
Австрия-Венгрия безоговорочно присоединилась к предложенному Россией проекту протокола. Бисмарк также одобрил предложение России, но заявил, что считает дипломатическое воздействие на Турцию совершенно не эффективным. Он был заинтересован в надвигающейся русско-турецкой войне, рассчитывая использовать занятость России на Востоке, для того чтобы обеспечить себе свободу действий по отношению к Франции.
Министр иностранных дел Франции Деказ внёс несколько поправок к проекту, считая его слишком резким. Франция наименее других была заинтересована в военном исходе конфликта, так как рисковала в этом случае остаться один на один с Германией.
Английское правительство заявило о готовности принять протокол после демобилизации русской армии. Игнатьев предложил снять с обсуждения вопрос о демобилизации русской и турецкой армий, заявив, что русское правительство готово вести переговоры о демобилизации непосредственно с Турцией. Премьер-министр Великобритании Биконсфильд сообщил, что демобилизация русской армии является обязательным условием для принятия протокола. В результате переговоров был принят компромисс, предложенный Австрией, который заключался в том, что Россия должна будет немедленно приступить к демобилизации армии, «как только явится уверенность в том, что турецкое правительство подчинится советам Европы».
19 (31) марта 1877 года протокол, подтверждающий решения Константинопольской конференции, был подписан. К нему были приложены две декларации, первая из которых говорила о том, что если Турция приступит к демобилизации и реформам, то Россия начнёт переговоры о разоружении, а во второй заявлялось, что если соглашение о взаимном разоружении не будет достигнуто, то протокол будет считаться утратившим силу.
29 марта (10 апреля) 1877 года Османская империя отклонила протокол как вмешательство в свои внутренние дела. Отказ Порты принять протокол стал поводом для начала русско-турецкой войны 1877—1878 годов

## Источник
- Дипломатический словарь. — М.: Государственное издательство политической литературы. А. Я. Вышинский, С. А. Лозовский. 1948.